# Gusti Bretschneider
Auguste „Gusti“ Juliane Bretschneider (* 23. Juli 1908 in Wien; † 25. Jänner 2001 ebenda) war eine österreichische Schriftstellerin, die vor allem Kinder- und Jugendbücher schrieb.

## Leben
Auguste Bretschneider wurde am 23. Juli 1908 in Wien geboren. Vor allem ab den 1940er Jahren, kurz nach der Geburt ihres Sohnes Rudolf, trat sie als Kinder- und Jugendbuchautorin in Erscheinung. An der Seite der Illustratorin Margit Doppler kam es im Laufe der Jahre zu einer regelmäßigen Zusammenarbeit. Zumindest bis in die 1960er Jahre erschienen zahlreiche Werke Bretschneiders. Im Jahre 1977 wurde unter anderem Enkeltochter Clara, eine spätere Psychotherapeutin, geboren. Am 25. Jänner 2001 starb Gusti Bretschneider 92-jährig in ihrer Heimatstadt Wien und wurde am Hernalser Friedhof im 17. Wiener Gemeindebezirk Hernals beerdigt.
Ihr Sohn war unter anderem der Sozialforscher und Publizist Rudolf Bretschneider (* 1944), den sie zusammen mit ihrem Ehemann Rudolf senior hatte.

## Publikationen
- Der Urwaldlausbub, mit Illustrationen von Margit Doppler
- 1946: Der verlorene Schuh
- 1946: Schnappuzi, der Schnupfenzwerg, mit Illustrationen von Margit Doppler
- 1947: Die Heulsuse, der Reisteufel und andere Geschichten, mit Illustrationen von Margit Doppler
- 1947: Die kluge Osterhäsin
- 1948: Frühlingsboten
- 1949: Walli, das Zirkuskind
- 1949: Kingfu, der lustige Zauberer, mit Illustrationen von Margit Doppler
- 1953: Beim Kasperl müssen alle lachen
- 1953: Kasperl und die Maus
- 1953: Kasperl zieht in die Welt
- 1953: Kasperl und die Krähe
- 1953: Wer kann den Kasperl besiegen?
- 1963: Waltraut das Zirkuskind, basierend auf dem 1949 erschienenen Werk
- 1963: Waltraut, das Zirkuskind unterwegs